# Yang Guifei
Yang Guifei (en xinès simplificat: 杨贵妃, en pinyin: Yáng Guìfēi) és com es coneix Yang Yuhuan ((楊玉環) que era famosa per la seva extraordinària bellesa i va arribar a ser la concubina favorita i consort imperial de l'Emperador Xuanzong de Tang. Va néixer el 719 a Yongle i va morir el 756.
Durant aquesta dinastia el paper de la dona va millorar i ja no estava en una situació de tanta subordinació com anteriorment. Yang Guifei destacava per la seva destresa amb la música i la dansa. Membres destacats de la cort consideraven que l'amor que demostrava l'emperador envers la seva amada l'apartava dels afers d'estat.
La promoció de la seva família, acumulant càrrecs i influència, va originar un conflicte amb el general An Lushan, que havia estat, anteriorment, el col·laborador més important de l'emperador. El 755 esclata una guerra civil i el general ocupa la ciutat de Luoyang i, després, es dirigeix a la capital Chang'an (avui Xi'an. L'emperador fuig cap a Sichuan amb Yan Guifei i la seva família. Però els seus col·laboradors l'obliguen a renunciar al seu gran amor perquè consideraraven que ella i els seus familiars eren els responsables del conflicte. No se sap si ella es va suïcidar o la van executar. Xuanzong, inconsolable, abdicà, el 756, a favor del seu fill Suzong emperador Tang que intentarà consolidar el poder imperial.

## Referències

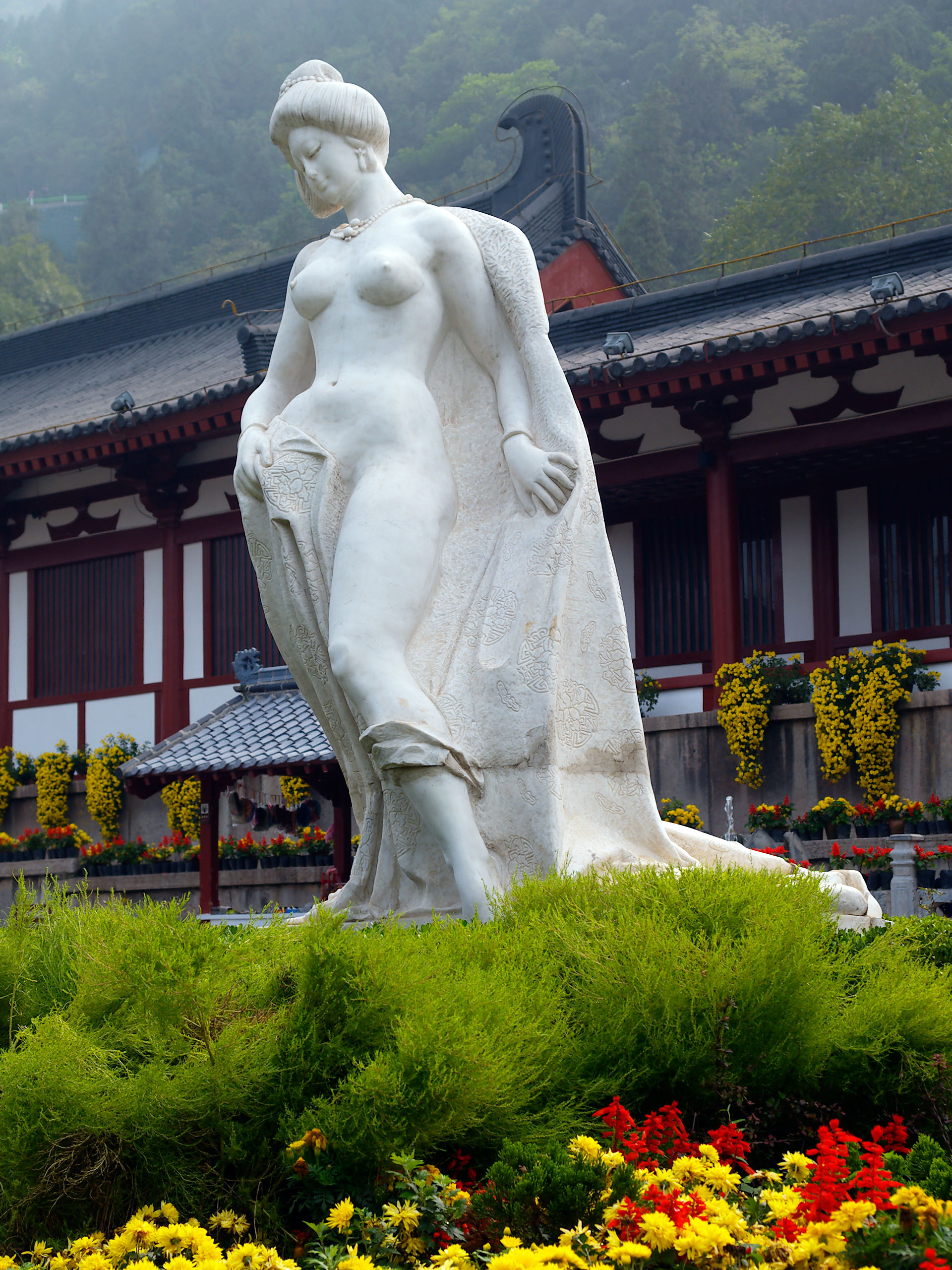
Estàtua moderna de Yang Guifei